# Godkänd (betyg)
Godkänt är ett målrelaterat betyg som i Sverige används inom grundskolan (från årskurs 6), gymnasieskolan och vuxenutbildningen. Betygen infördes för högstadiet och gymnasiet år 1994 och är en del av en i högstadiets fall tregradig och i gymnasiets fall fyrgradig betygsskala. De övriga betygen är icke godkänt, väl godkänt och mycket väl godkänt. Att ej uppnå de mål som lägst ska uppnås för ett godkänt betyg kallas "ej uppnått målen" förkortas ibland EUM, i bland annat SIRIS.